# 山下茂 (実業家)
山下 茂（やました しげる、1958年 - ）は、日本の実業家、ピジョン株式会社代表取締役社長。

## 人物・経歴
1958年、東京都生まれ。1981年3月、立教大学社会学部産業関係学科卒業。同年4月、ピジョン株式会社に入社。入社直後から営業担当として世界各国を歴訪。訪問した国は50ヵ国以上で海外事業拡大の礎を築く。
1996年、PIGEON INDUSTRIES(THAILAND) CO.,LTD.（タイの子会社）の新工場設立に尽力し、1997年、代表取締役社長に就任。
2004年、アメリカの子会社LANSINOH LABORATORIES,INC.代表取締役社長に就任。その後、海外事業本部責任者として執行役員、取締役などを歴任。
2013年4月、ピジョンの5代目社長に就任。社長就任後は、独自の経営指標であるPVAを策定。
2015年、東京証券取引所より2015年度「企業価値向上表彰」大賞。2016年、一橋大学より2016年度「ポーター賞」を受賞。2018年6月23日の『週刊ダイヤモンド』で投資家の選ぶ最優秀社長2018で10位になるなど、企業価値向上で実績を残す。